# Фарр, Брюс
Брюс Фарр (род. 1949, Окленд, Новая Зеландия) — известный конструктор парусных яхт.
Конструкторский талант Б. Фарра проявился уже в середине 1970-х годов вместе с успешными результатами его первых яхт. В период с момента первого появления до 2003 года яхты Фарра выигрывали регату Сидней-Хобарт 15 раз. В 1990 году Фарр был награждён титулом офицера Ордена Британской империи. В настоящее время Брюс Фарр проживает в США.

## Farr Yacht Design

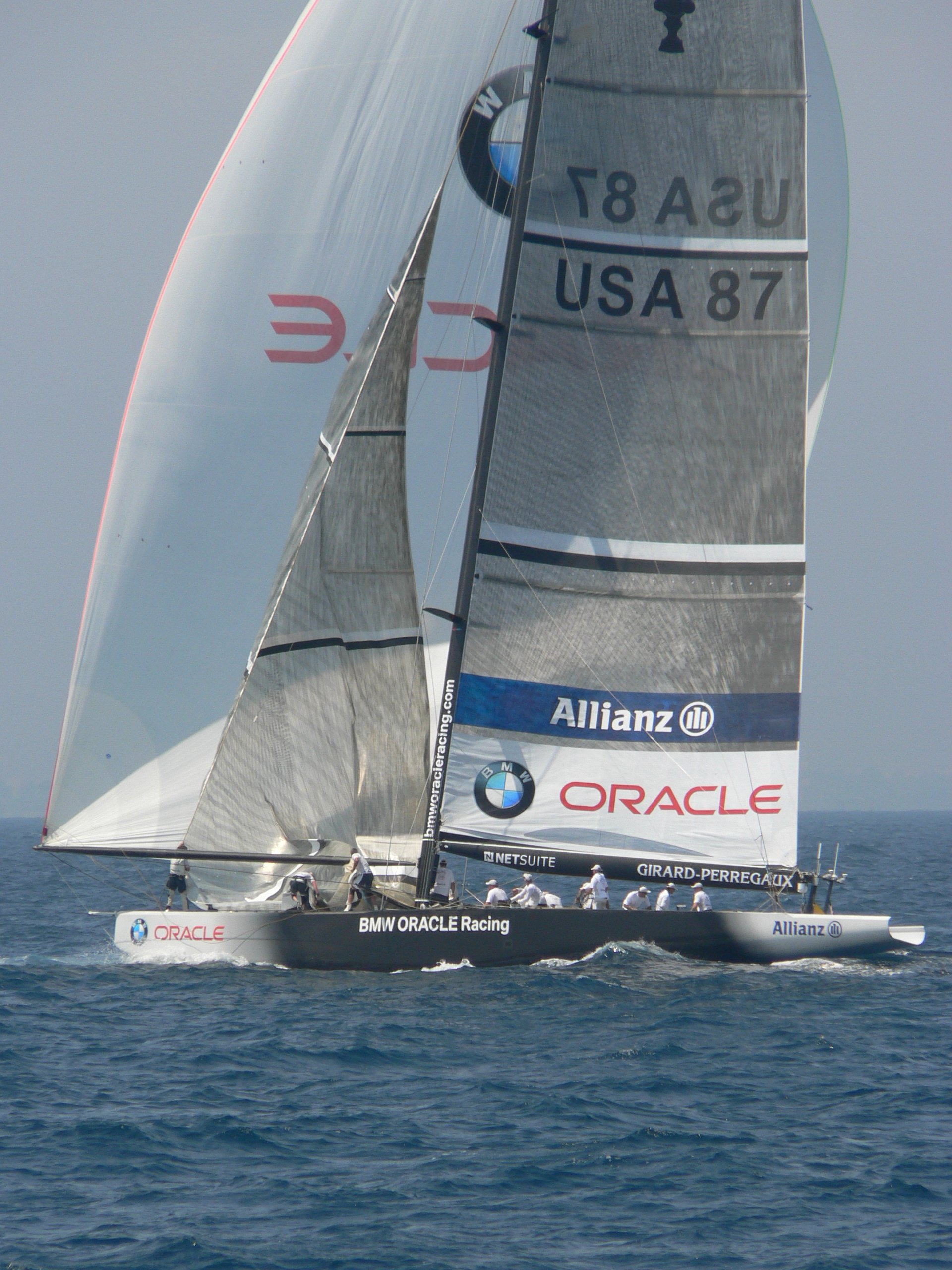
Яхта BMW Oracle Racing в погоне за Кубком Америки

В конце 1970-х годов Фарр, до этого живший в Окленде, решает повторить свой успех и в северном полушарии. В 1981 году он вместе с Расселом Боулером (Russell Bowler) открывает свой новый офис в Аннаполисе (США, штат Мэриленд). В настоящее время команда конструкторов под руководством Фарра известна как Farr Yacht Design. Она занимается проектированием большого числа классов яхт длиной от 25 до 125 футов. Фарр сотрудничает со многими производителями яхт, среди которых Cookson Boats, Carroll Marine, Beneteau, Concordia. Мировое распространение получили такие классы яхт, как Mumm-30 и Farr-40, разработанные в КБ Фарра.

## Кубок Америки
Начиная с середины 1980-х годов яхты, спроектированные под руководством Фарра, неоднократно участвовали в борьбе за самый престижный из трофеев мирового парусного спорта — Кубок Америки. Новозеландские и американские синдикаты использовали яхты Фарра для участия в Louis Vuitton Cup (LVC).
Успех конструкторскому бюро Фарра принесла целая армада яхт, за которой в парусном спорте закрепилось название New Zealand Challenge. Эти яхты были спроектированы Роном Холландом (Ron Holland), Фарром и Лори Дэвидсоном (Laurie Davidson). Одна из яхт этой серии, KZ 1, выиграла Кубок Америки в 1988 году.
Полный список яхт Farr Yacht Design, построенных для участия в Кубке Америки:
| Год  | Название яхты         | Страна         | Номер на напусе                | Результат                                                  |
| ---- | --------------------- | -------------- | ------------------------------ | ---------------------------------------------------------- |
| 2007 | BMW ORACLE Racing     | США            | USA 87, USA 98                 | USA 98 проиграла команде ITA-94 в полуфинале LVC           |
| 2003 | ORACLE BMW Racing     | США            | USA 71, USA 76                 | USA 76 проиграла в финале LVC команде SUI 64 (Alinghi)     |
| 2000 | Young America         | США            | USA 53, USA 58                 |                                                            |
| 1995 | Tag Heuer             | Новая Зеландия | NZL 39                         | 3-е место в LVC                                            |
| 1992 | New Zealand Challenge | Новая Зеландия | NZL 10, NZL 12, NZL 14, NZL 20 | NZL 20 проиграла в финале LVC команде ITA 25 со счетом 4-7 |
| 1988 | New Zealand           | Новая Зеландия | KZ1                            | Кубок Америки                                              |
| 1987 | Kiwi Magic            | Новая Зеландия | KZ3, KZ5, KZ7                  | KZ7 проиграла в финале LVC                                 |

## Volvo Ocean Race
Яхты, спроектированные Фарром, неизменно участвуют в одной из наиболее престижных кругосветных регат Volvo Ocean Race с 1981 года и выигрывали эту регату в 1986, 1990, 1994 и 1998 годах.